# Géraldine Loewenguth
Géraldine Jehl-Loewenguth, née le 5 juin 1964 à Ostheim (Haut-Rhin), est une coureuse cycliste française.

## Palmarès
- 1998
  - 2e du Chrono des Nations
  - 3e de la Route du Muscadet
  - 3e de Söhnlein-Rheingold-Strassenpreis
  - 3e de Wiesbaden
- 1999
  - Grand Prix de la Mutualité de la Haute-Garonne
  - 1re étape du Grand Prix de la Mutualité de la Haute-Garonne
  - 2e du championnat de France sur route
  - 3e du championnat de France du contre-la-montre
  - 2e du Chrono des Nations
  - 2e du Tour en Limousin
- 2000
  - Ronde d’Aquitaine
  - 2e étape du Tour de l'Aude
  - 2e étape du Ronde d'Aquitaine
  - 2e du Ronde d'Aquitaine
  - 3e de La Grande Boucle féminine internationale 
  - 3e du Grand Prix des Nations
  - 3e du Tour de l'Aude